# Laurède
Laurède ist eine französische Gemeinde mit 367 Einwohnern (Stand 1. Januar 2022) im Département Landes in der Region Nouvelle-Aquitaine (vor 2016: Aquitanien). Die Gemeinde gehört zum Arrondissement Dax und zum Kanton Coteau de Chalosse.
Der Name lautet in der gascognischen Sprache Laureda.
Die Einwohner werden Laurédiens und Laurédiennes genannt.

## Geographie
Laurède liegt ca. 25 Kilometer östlich von Dax in der Landschaft Chalosse der historischen Provinz Gascogne.
Umgeben wird Laurède von den Nachbargemeinden:
|         | Gouts                                       |        |
| Poyanne | Kompassrose, die auf Nachbargemeinden zeigt | Mugron |
|         | Lourquen                                    |        |

Laurède liegt am linken Ufer und damit im Einzugsgebiet des Flusses Adour.

## Geschichte

### Einwohnerentwicklung
Nach Beginn der Aufzeichnungen stieg die Einwohnerzahl bis zur ersten Hälfte des 19. Jahrhunderts auf einen Höchststand von rund 870. In der Folgezeit sank die Größe der Gemeinde bei kurzen Erholungsphasen bis zu den 1980er Jahren auf rund 330 Einwohner, bevor eine moderate Wachstumsphase einsetzte.
| Jahr      | 1962 | 1968 | 1975 | 1982 | 1990 | 1999 | 2006 | 2010 | 2022 |
| --------- | ---- | ---- | ---- | ---- | ---- | ---- | ---- | ---- | ---- |
| Einwohner | 377  | 380  | 336  | 332  | 339  | 340  | 355  | 371  | 367  |

## Gemeindepartnerschaft
Laurède unterhält eine Partnerschaft mit Blotzheim im Département Haut-Rhin in der Region Grand Est.

## Sehenswürdigkeiten

### PfarrkircheSaint-Jacques

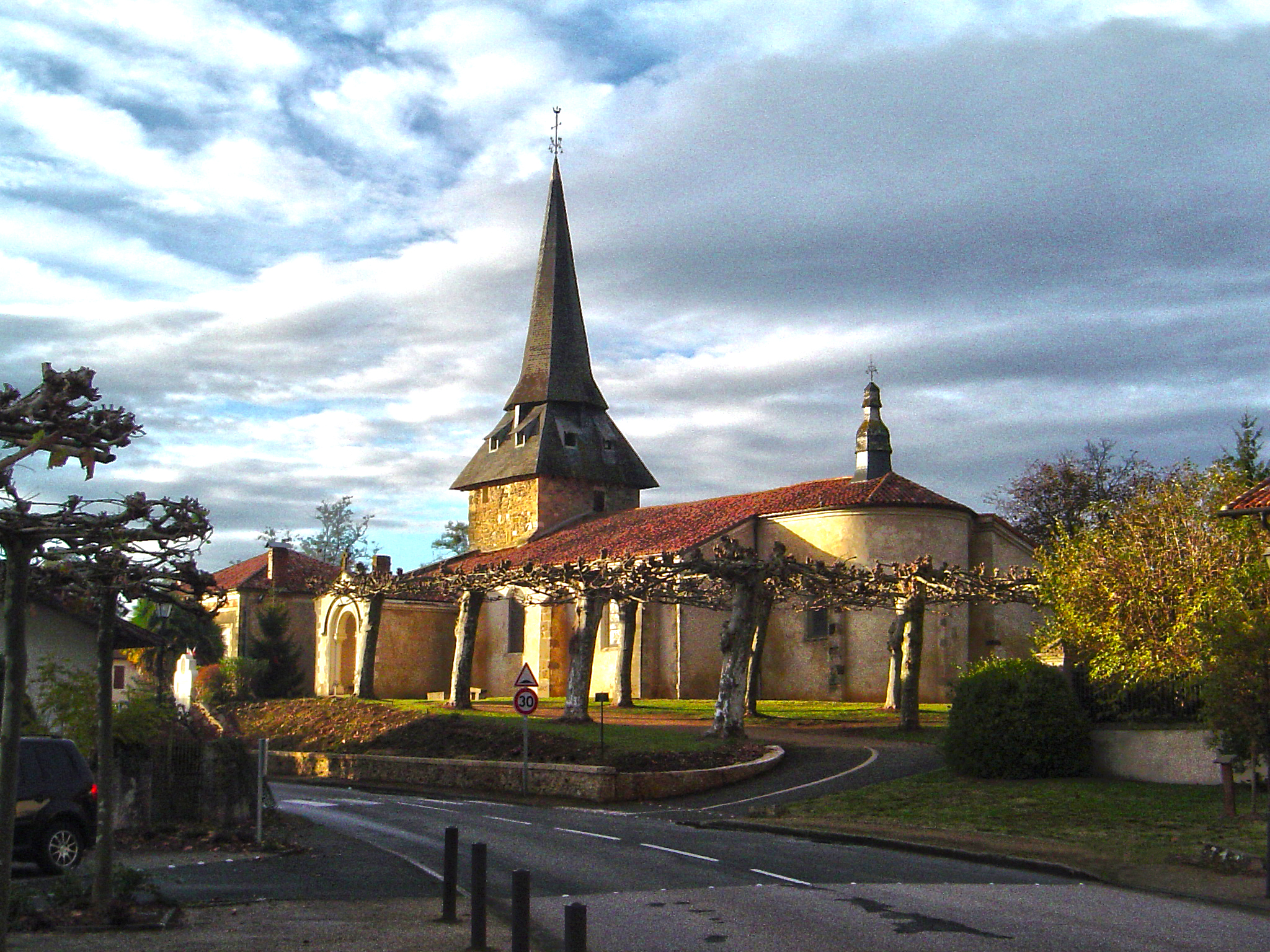
Pfarrkirche Saint-Jacques

Die Jakobus dem Älteren geweihte Kirche ist seit dem 3. Dezember 2004 als Monument historique eingeschrieben. Ihr Gebäude hat die übliche Ausrichtung nach Osten und besitzt einen Chor in einer halbrunden Apsis und ein Langhaus mit drei Kirchenschiffen mit einer Länge von zwei Jochen. Der mit einer Verteidigungsfunktion ausgestattete Glockenturm im Westen datiert aus dem 14. Jahrhundert. Das südliche Seitenschiff wurde im 16. Jahrhundert errichtet, das nördliche Seitenschiff und das Gewölbe des Langhauses stammen aus dem 17. Jahrhundert. Der Eingang aus dem 17. Jahrhundert ist reich verziert. Die aus Avignon stammenden Gebrüder Bernard Virgile und Jacques Antoine Mazzetti schufen in der zweiten Hälfte des 18. Jahrhunderts einen großen Teil der Ausstattung der Kirche. Von ihnen stammt der Haupt- und zwei Nebenaltäre aus mehrfarbigem Marmor, die Maria bzw. dem Erzengel Michael gewidmet sind. Das Ölgemälde des Retabels des Hauptaltars zeigt den Schutzpatron der Kirche, den heiligen Jakobus den Älteren, das in der gleichen Zeit wie der Altar entstanden ist.

### Haus Peyne

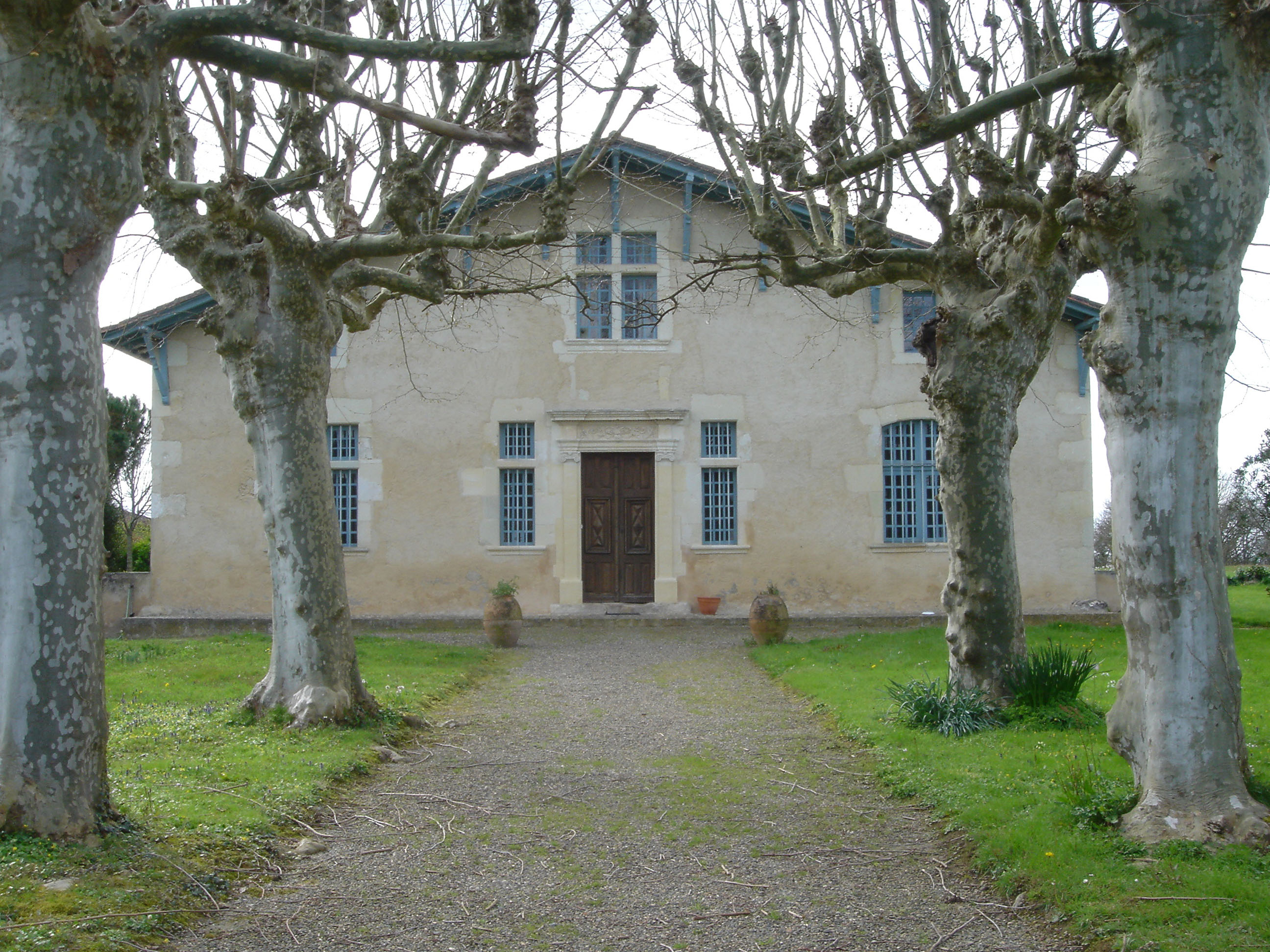
Haus Peyne

Es wurde zu Beginn des 17. Jahrhunderts errichtet und ist seit dem 7. Juli 1987 als Monument historique eingeschrieben. Seine Fassade, Dächer und Innenausstattung sind noch im ursprünglichen Zustand. Diese umfasst die Treppe im Vorraum, die Türeinfassungen, Fliesen, Kamine und die Holzvertäfelung im Esszimmer. Das Haus befindet sich im Privatbesitz und ist der Öffentlichkeit nicht zugänglich.

### Schloss Taule
Laurède war bis 1789 mit dem Baronat von Auribat verbunden. Im Laufe der Jahrhunderte wohnten viele lokale Seigneurs in dem Schloss. Das heutige Aussehen ist das Resultat von umfangreichen Umbauten, die das ursprüngliche Gebäude überdeckten. Es zeigt die Merkmale einer Restaurierung zwischen dem 19. und 20. Jahrhundert. Die Uneinheitlichkeit der Architektur spiegelt sich durch drei Türme an einer Seite des Gebäudes wider. Zwei runde Türme rahmen eine Eingangsvorhalle ein, die von einem leicht zurückgesetzten, viereckigen Turm überragt wird. Das Schloss und ein Nebengebäude werden heute als Ferienwohnungen vermietet.

## Wirtschaft und Infrastruktur
Handel und Dienstleistungen sind die wichtigsten Wirtschaftsfaktoren der Gemeinde.

### Bildung
Die Gemeinde verfügt über eine öffentliche Grundschule mit 23 Schülerinnen und Schülern im Schuljahr 2017/2018.

### Sport und Freizeit
Ein Rundweg mit einer Länge von 6,1 km führt vom Zentrum von Laurède durch das Gebiet der Gemeinde u. a. am Ufer des Adour entlang und an der Pfarrkirche, der Arena und am Haus Peyne vorbei.

### Verkehr
Laurède wird durchquert von den Routes départementales 10 und 32.

## Persönlichkeiten

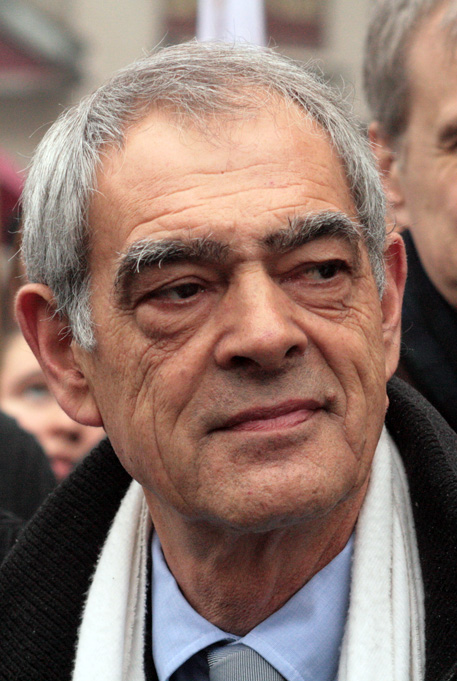
Henri Emmanuelli im November 2007

- Henri Emmanuelli, geboren am 31. Mai 1945 in Eaux-Bonnes, gestorben am 21. März 2017 in Bayonne, war als französischer Politiker Abgeordneter in der Nationalversammlung, Staatssekretär und Vorsitzender der Parti socialiste. Er ist auf dem Friedhof von Laurède beigesetzt worden, da er seit 1978 in der Gemeinde wohnte.

- Paul Daverat, geboren am 13. August 1855 in Laurède, gestorben am 13. Januar 1890 in Laurède, war ein in der Region bekannter Stierkämpfer der Course Landaise, eines traditionelles, unblutiges Spiels mit wilden Stieren.